# Kvarteret Castor

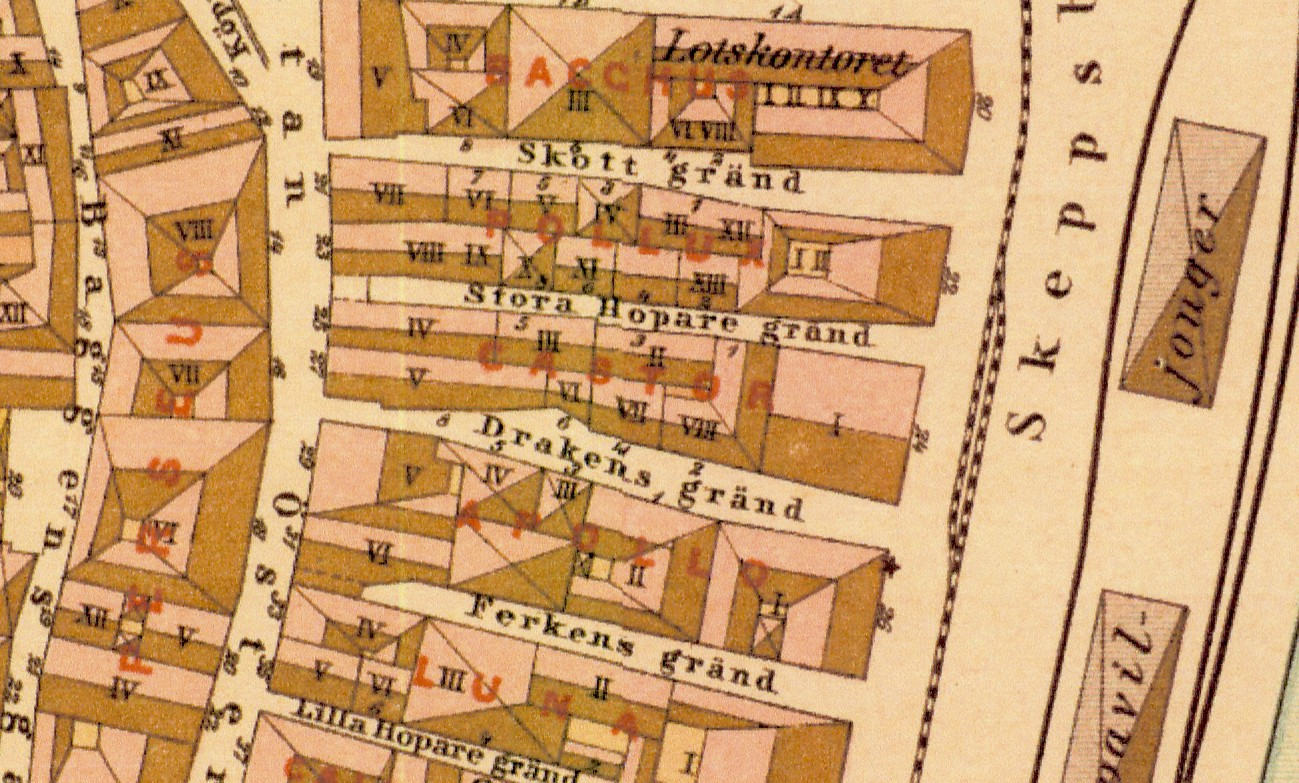
Kvarteren Pollux, Castor, Apollo m.fl. på Lundgrens karta 1885

Kvarteret Castor är ett kvarter i Gamla stan i Stockholm.  Kvarteret omges av Österlånggatan i väst, Stora Hoparegränd i norr, Skeppsbron i öst och Drakens gränd i syd. Området för dagens kvarter Castor kom till efter 1640-talet då Östra stadsmuren revs och nya byggbara tomter frigjordes på delvis utfylld mark längs Skeppsbron. 

## Etymologi
Den övervägande delen av kvarteren i Gamla stan har döpts efter begrepp (främst gudar) ur den grekiska och romerska mytologin. Castor var den ene av tvillingbröderna Castor och Pollux. De var hjälpare och beskyddare av människor i nöd. Liksom Castor i mytologin har sin tvilling har även kvarteret Castor sitt tvillingkvarter i Pollux som ligger omedelbart norr om Castor. De två kvarteren är sammanbyggda vid Österlånggatan där valvgången som leder till Stora Hoparegränd finns.

## Fastigheter i urval
Kvarteret bildades år 1702 och bestod då av 8 fastigheter (Östra 88, Östra 89, Östra 90, Östra 91, Östra 92, Östra 93, Östra 94 och Östra 95). Castor var tillsammans med kvarteret Cerberus de första kvarteren som bildades i Gamla stan. Även på Lundgrens karta från 1885 redovisas 8 fastigheter, som anges med romerska siffror (Castor I-VIII). Idag har kvarteret tre fastigheter; Castor 1, 9 och 10.

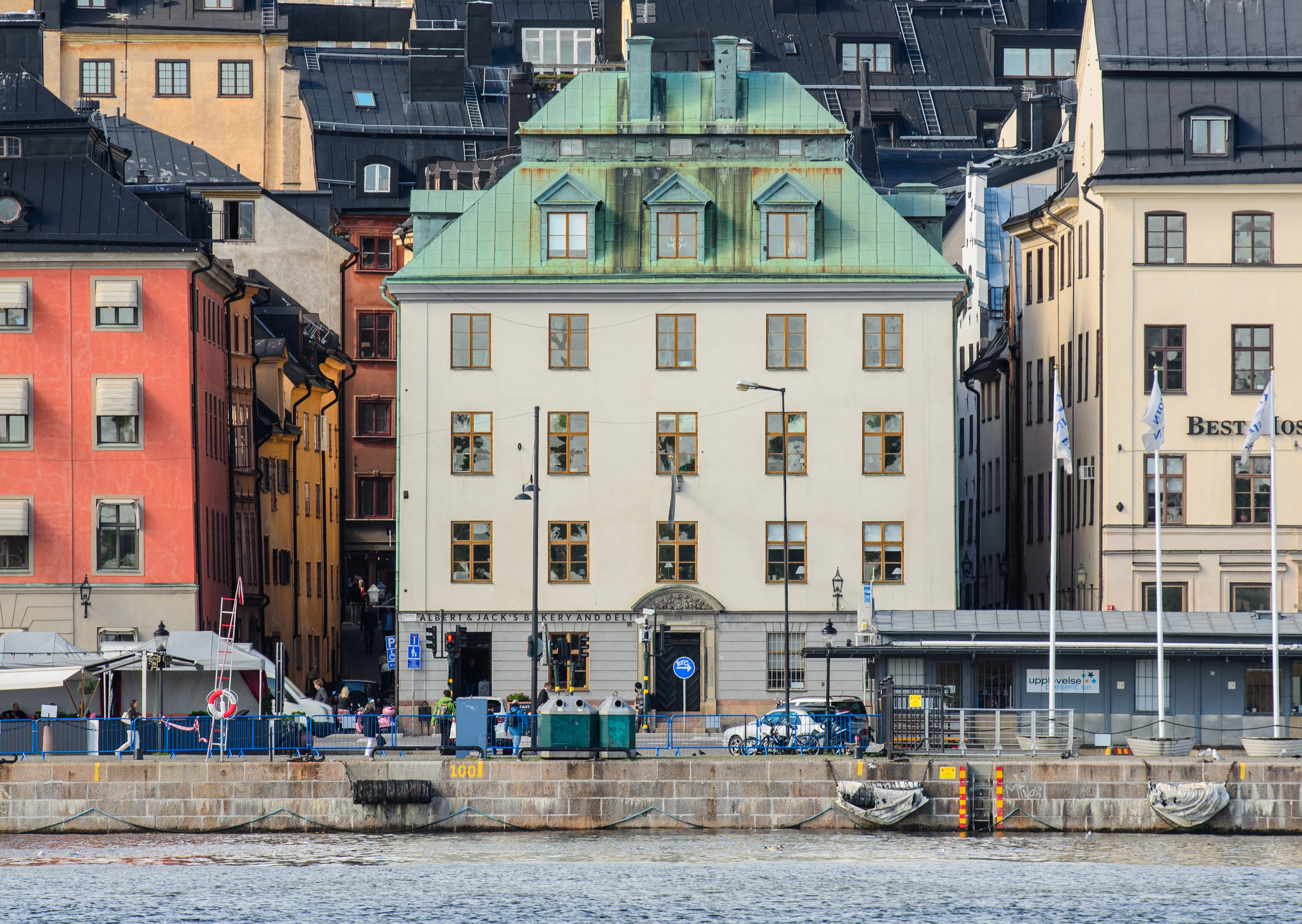
Dångerska huset (i mitten) mot Skeppsbron

### Castor 1
I Castor 1 mot Skeppsbron finns Dångerska huset, som var ett av de första husen som uppfördes längs den nyanlagda paradgatan. Handelsmannen Robert Rind var den förste som fick sitt fastebrev den 6 november 1630 och han lät bygga huset i enkel renässansstil.

### Castor 10
Bostadshuset i Castor 10 med adress Stora Hoparegränd 5 (mittemot Vindragarlagets hus) är ett 1600-tals hus med en sandstensportal med inskription ANNO 1655. Det förmodas att 1655 även är byggnadsåret. Fasadens bottenvåning är något indragen och de övre fasaddelarna buktar ut och hålls med diverse ankarjärn på plats. Byggnadens första kände ägare (omkring 1700) var vinskänken Michael Berg. 
Byggnaden i Castor 10 med adress Österlånggatan 25 har målad sockel och slätputsad fasad. En butiksdörr inramas av en modern slät omfattning i betong. Fasaden var 1877 bandrusticerad men har senare förenklats, troligen vid renoveringarna 1917 eller 1970. Dagens utförande härrör sannolikt till största delen från 1970.
Byggnaden i Castor 10 med adress Österlånggatan 27 har detaljer som antyder att den till stora delar härrör från 1700-talet, bl.a. en portal från 1757 och en dörr av 1600-, eller 1700-talstyp samt samma spritputsade utförande som 1757. Till butiken leder en äldre dörr av 1600-tals- eller tidig 1700-talstyp med profilerade brädor lagda så att de bildar stående kvadrater samt med sparksockel i nederkant.

## Bilder

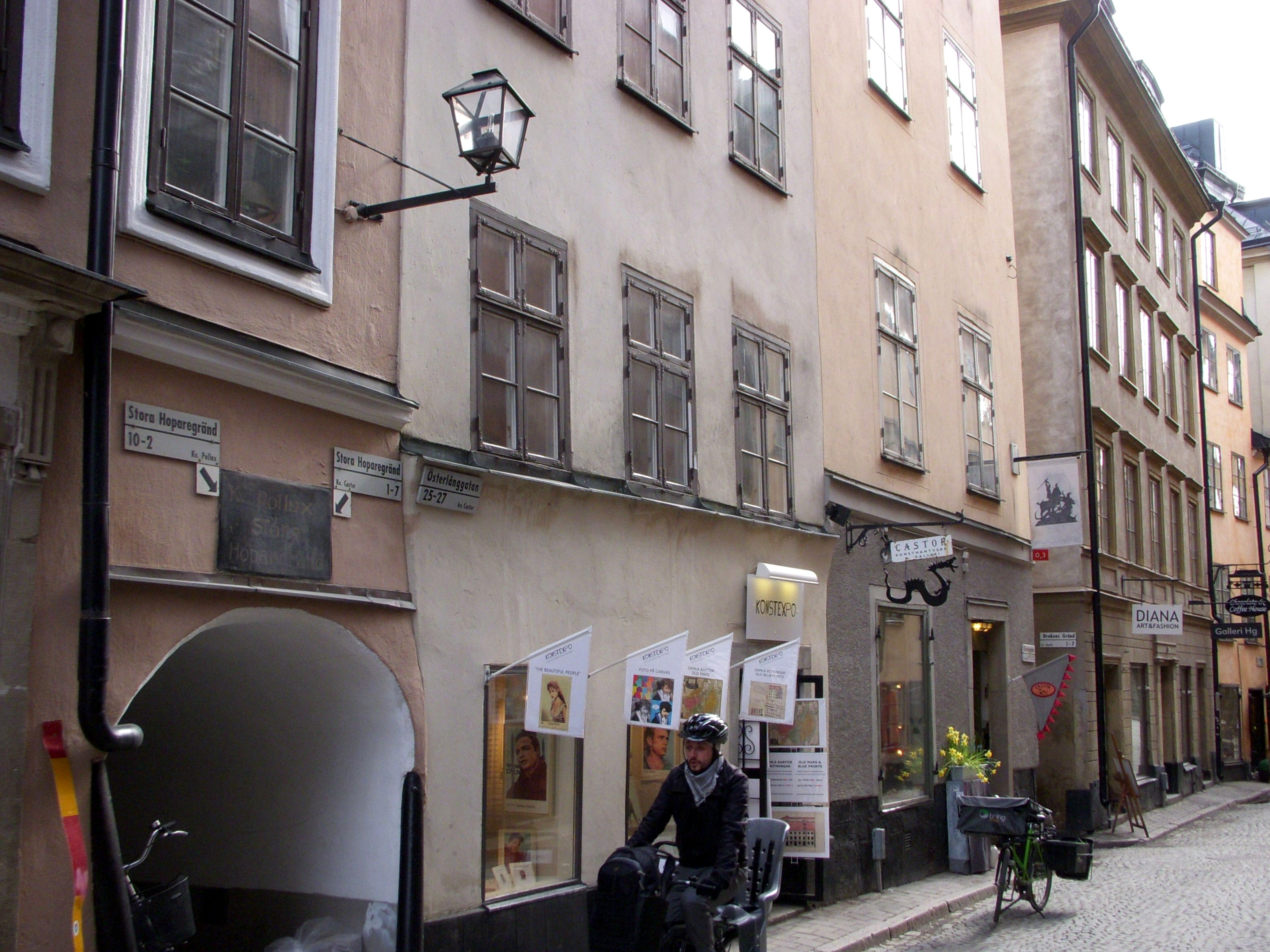
"Castor 10" mot Österlånggatan
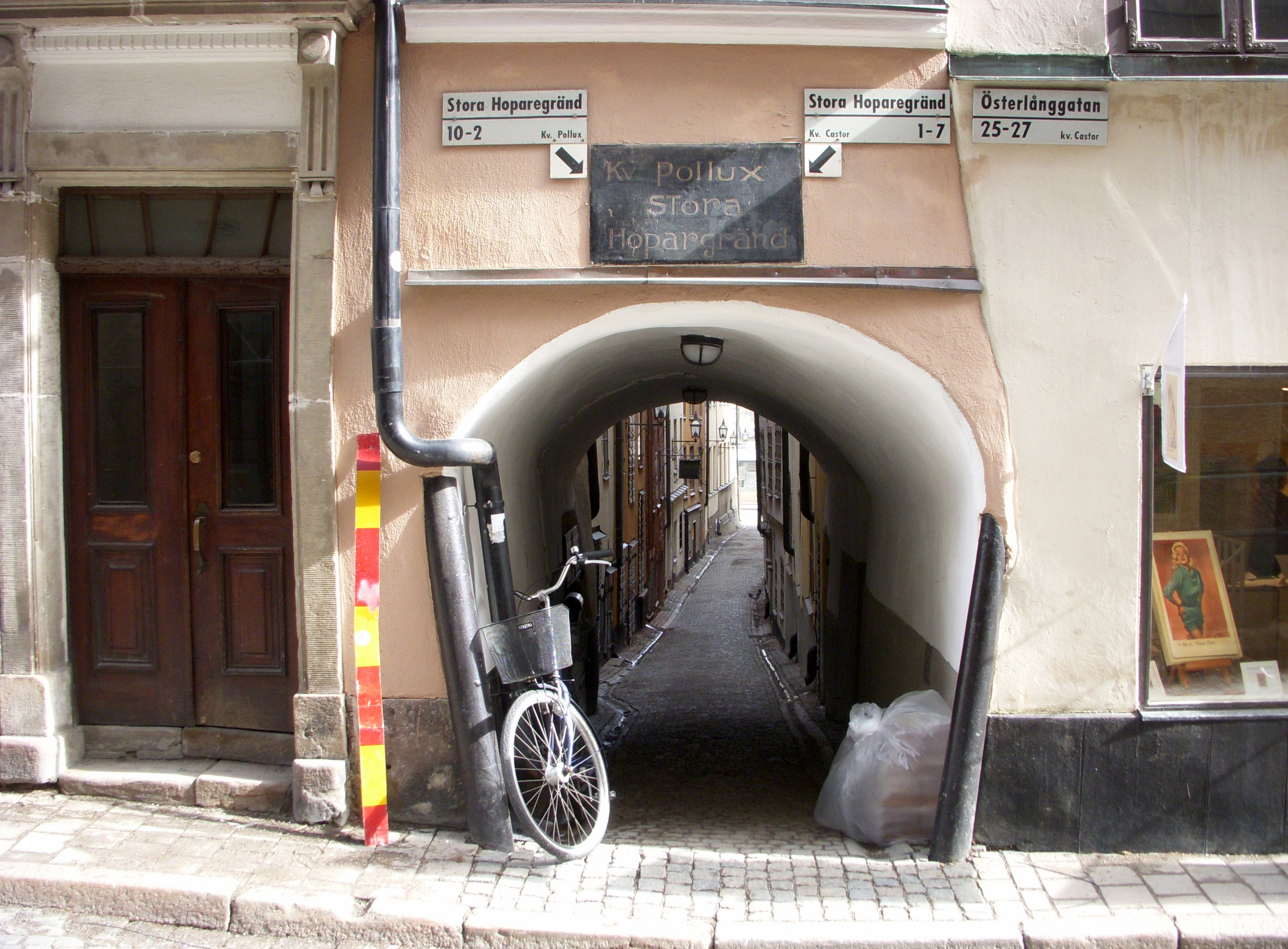
Valvet mot Stora Hoparegränd
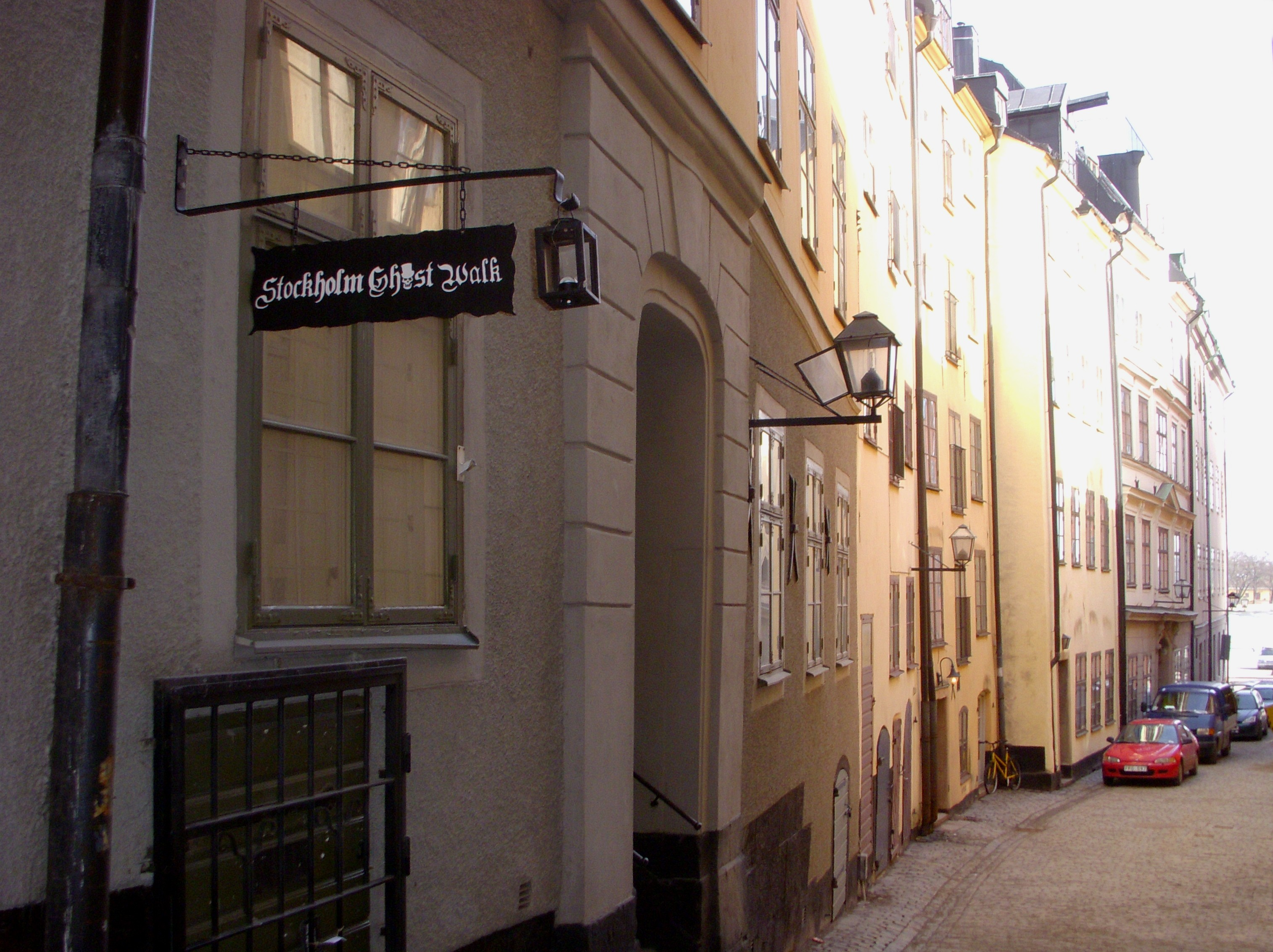
"Castor 10, 9, 1" mot Drakens gränd
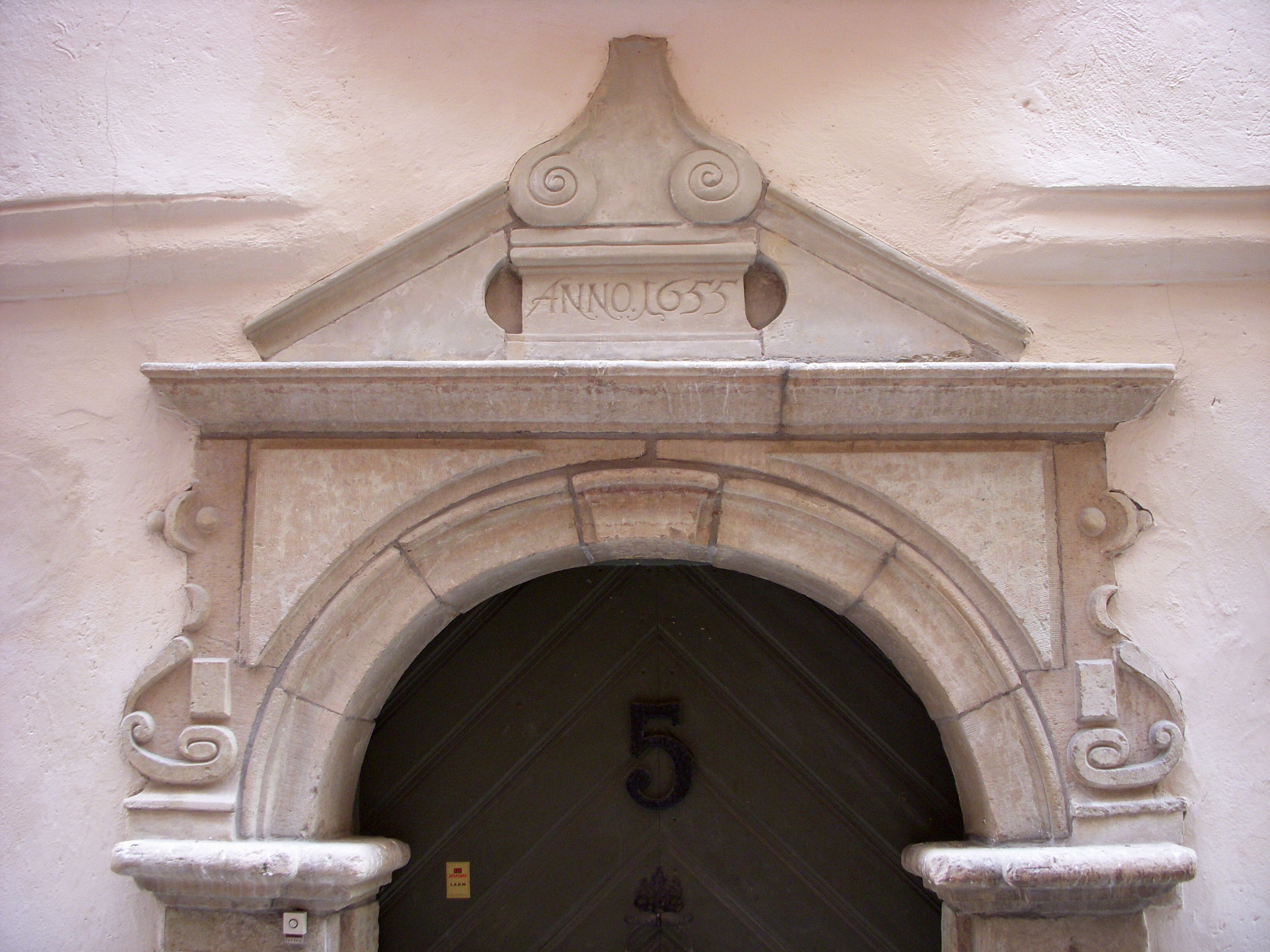
Portal till Stora Hoparegränd 5